# Dave Lettieri
Dave Lettieri (Scranton, 30 de janeiro de 1964) é um ex-ciclista norte-americano que competiu no ciclismo nos Jogos Olímpicos de Verão de 1988, representando os Estados Unidos.